# Mother Earth Tour
Mother Earth Tour – to pierwsze wydawnictwo DVD w karierze holenderskiego zespołu gotycko-symfonicznego Within Temptation. Nagrywany został podczas takich festiwali jak Lowlands, Pukkelpop i Rock Werchter. 
Na płycie znajduje się też oficjalne mp3 z wcześniej nie publikowaną piosenką Gothic Christmas.

## Lista utworów
Opracowano na podstawie materiału źródłowego.
| DVD 1 | DVD 1                     | DVD 1   |
| Nr    | Tytuł utworu              | Długość |
| ----- | ------------------------- | ------- |
| 1.    | „Deceiver Of Fools”       |         |
| 2.    | „Caged”                   |         |
| 3.    | „Mother Earth”            |         |
| 4.    | „Enter”                   |         |
| 5.    | „Our Farewell”            |         |
| 6.    | „The Dance”               |         |
| 7.    | „The Promise”             |         |
| 8.    | „Dark Wings”              |         |
| 9.    | „Restless”                |         |
| 10.   | „Deep Within”             |         |
| 11.   | „Neverending Story”       |         |
| 12.   | „Ice Queen”               |         |
| 13.   | „The Dance” (teledysk)    |         |
| 14.   | „Ice Queen” (teledysk)    |         |
| 15.   | „Mother Earth” (teledysk) |         |

| DVD 2 | DVD 2 | DVD 2   |
| Nr    | Tytuł utworu | Długość |
| ----- | --- | ------- |
| 1.    | „A Glimpse Of Within Temptation Backstage During The Mother Earth Tour, Items Filmed At Pinkpop, Mexico, Broekenkerk, Tivoli, De Melkweg, Ozzfest, Rock Werchter, Parkpop, Gelredome And Lowlands” |         |
| 2.    | „The Mother Earth Album And The Cover” |         |
| 3.    | „The Mother Earth Music Video” |         |
| 4.    | „Credits” |         |
| 5.    | „TV West Westpop Interview” |         |
| 6.    | „Isabelle & Stenders Vroeg 3FM” |         |
| 7.    | „2MXL "Ice Queen" Acoustic” |         |
| 8.    | „TMF Awards” |         |
| 9.    | „Rock Werchter Veronica Special” |         |
| 10.   | „FaceCulture Interview” |         |
| 11.   | „Interview At Lowlands” |         |
| 12.   | „Photo Gallery” |         |
| 13.   | „Broekenkerk Zwolle” |         |
| 14.   | „Ice Queen' Multi Angle Version” |         |

| CD  | CD                  | CD      |
| Nr  | Tytuł utworu        | Długość |
| --- | ------------------- | ------- |
| 1.  | „Deceiver Of Fools” | 8:15    |
| 2.  | „Caged”             | 5:49    |
| 3.  | „Mother Earth”      | 5:31    |
| 4.  | „Enter”             | 7:03    |
| 5.  | „Our Farewell”      | 5:22    |
| 6.  | „The Dance”         | 5:06    |
| 7.  | „The Promise”       | 8:03    |
| 8.  | „Dark Wings”        | 4:53    |
| 9.  | „Restless”          | 6:19    |
| 10. | „Deep Within”       | 4:17    |
| 11. | „Neverending Story” | 4:38    |
| 12. | „Ice Queen”         | 5:54    |
|     |                     | 1:11:10 |